# باکی گریپلر
باکی گریپلر (انگلیسی: Baki the Grappler)، یک سری مانگای ژاپنی نوشته و تصویرگری کیسوکه ایتاگاکی است. در ابتدا در مجله شونن مانگا قهرمان هفتگی شانن از سال ۱۹۹۱ تا ۱۹۹۹ مجموعه شد و توسط آکیتا شوتن در ۴۲ جلد تانکوبون جمع‌آوری شد. داستان نوجوان باکی هانما را دنبال می‌کند که مهارت‌های مبارزه‌اش را در مقابل حریفان مختلف در مبارزات تن به تن مرگبار و بدون قاعده آزمایش می‌کند.